# V520 Персея
V520 Персея — звезда в северном созвездии Персея. Звезда является членом NGC 869, одного из рассеянных звёздных скоплений, входящих в Двойное скопление в Персее. Звезда имеет видимую звёздную величину +6,567 и, согласно шкале Бортля, звезда видна невооружённым глазом на деревенское небе (англ. Rural sky).
Из измерений параллакса, полученных во время миссии Gaia известно, что звезда удалена примерно на 7903 св. лет (2423 пк) от Земли. Звезда наблюдается севернее 33° ю. ш., то есть видна севернее Ист-Лондона (ЮАР), шт. Новый Южный Уэльс (Австралия), области Вальпараисо, (Чили) и шт. Риу-Гранди-ду-Сул (Бразилия). По небосводу звезда движется на юго-запад, проходя по небесной сфере 1,94 mas в год.
V520 Персея — самый яркий член Двойного скопления в Персее. Две яркие звезды, с дифракционными лучами — объекты переднего плана: 7 Персея, иногда считающийся настоящей звездой χ Персея — это жёлтая гигантская звезда, а HD 14443 — белый сверхгигант. Несколько других ранних сверхгигантов, спектрального класса B в NGC 869 являются наиболее яркими членами рассеянного звёздного скопления, в то время как NGC 884 уже содержит несколько красных сверхгигантов.
V520 Персея была идентифицирована как одна из «пропавших звёзд Флемстида», наряду, например, с 3 Кассиопеи или 34 Тельца, чьи каталожные номера, присвоенные Фламстидом не связанные с любой звездой в данном созвездии. Флемстид присвоил ей название 61 Андромеды, хотя звезда находится далеко от границ созвездия Андромеды. Флемстид каталогизировал также другие близлежащие звезды в Персее, например, 7 Персея для χ Персея, соответственно.

## Свойства V520 Персея
V520 Персея — судя по её спектральному классу B3Ia, является голубым сверхгигантом, что указывает на то, что интенсивность протекающих в ядре звезды термоядерных реакций снижается. Звезда имеет массу, которая равна 29,5 {\displaystyle M_{\bigodot }}. Звезда излучает энергию со своей внешней атмосферы при эффективной температуре около 21 300 К, что придаёт ей характерный голубой цвет. Радиус звезды равен 40,8 {\displaystyle R_{\bigodot }}. Светимость звезды, равна 190 000 {\displaystyle L_{\bigodot }}. Скорость вращения V520 Персея в 33 раза превышает солнечное значение и равна 66 км/с, что даёт время вращения всей звезды равное 32,15 дн.
Текущий возраст звезда оценивается как 14 млн. лет. V520 Персея демонстрирует лёгкую переменность: во время наблюдений яркость звезды колеблется на 0,11m, изменяясь в пределах от 6,55m до 6,66 m, без какой-либо периодичности (скорее всего у звезды несколько периодов), тип переменной определён как неправильная переменная.

## История изучения кратности звезды
В 1828 году английский астроном Дж. Гершель, открыл двойственность V520 Персея, то есть им был открыт компонент B и звёзды вошли в каталоги как HJ 1114. Согласно Вашингтонскому каталогу визуально-двойных звёзд, параметры этих компонентов приведены в таблице:
| Компонент | Год  | Количество измерений | Позиционный угол | Угловое расстояние | Видимая звёздная величина компонента I | Видимая звёздная величина компонента II |
| B         | 1828 | 13                   | 324°             | 12.0″              | 6.55m                                  | 11.80m                                  |
| B         | 2015 | 13                   | 323°             | 16.4″              | 6.55m                                  | 11.80m                                  |

Обобщая все сведения о звезде, можно сказать, что у звезды V520 Персея, скорее всего отсутствуют любые спутники:
- компонент B — звезда 12-й величины, находящаяся на угловом расстоянии 16,4 секунд дуги, у которой известен каталожный номер NGC 869 1041[14], а также параллакс и судя по нему звезда лежит на расстоянии 6161 св. лет, то есть звезда является объектом переднего плана, но, по-видимому, принадлежит к скоплению NGC 869, являясь карликом спектрального класса B.

На расстоянии минуты дуги находятся десятки других звезд, в том числе несколько ярче 10-й величины и две звезды 15-й величины ближе, чем указанный спутник. В каталоге компонентов двойных и кратных звезд также указан ещё один спутник: звезда — 11-й величины находящаяся на расстоянии 29 секунд дуги, у которой известен каталожный номер BD+56 522B, а также параллакс и судя по нему звезда лежит на расстоянии 836 300 св. лет, то есть звезда является объектом заднего плана, и скорее всего даже не принадлежит к скоплению NGC 869.